# Dolina Górnej Pilicy
Dolina Górnej Pilicy (kod PLH260018) – specjalny obszar ochrony siedlisk sieci Natura 2000, zlokalizowany na terenie województw łódzkiego, śląskiego i, świętokrzyskiego. Obszar obejmuje powierzchnię 11 193.22 ha
Teren składający się z trzech powiązanych ze sobą enklaw wyznaczony został w celu długotrwałego zabezpieczenia naturalnych siedlisk życia, populacji zagrożonych wymarciem gatunków roślin (starodub łąkowy Angelica palustris (Ostericum palustre)) oraz populacji zagrożonych wymarciem gatunków zwierząt (z wyłączeniem ptaków) takich jak: 
bóbr europejski Castor fiber,
czerwończyk fioletek Lycaena helle,
czerwończyk nieparek Lycaena dispar,
głowacz białopłetwy Cottus gobio,
koza pospolita Cobitis taenia,
kumak nizinny Bombina bombina,
minóg ukraiński Eudontomyzon mariae,
modraszek nausitous Maculinea (Phengaris) nausithous,
modraszek telejus Maculinea (Phengaris) teleius,
nocek duży Myotis myotis,
pachnica dębowa Osmoderma eremita (Osmoderma barnabita),
piskorz Misgurnus fossilis,
poczwarówka jajowata Vertigo moulinsiana,
poczwarówka zwężona Vertigo angustior,
traszka grzebieniasta Triturus cristatus (Triturus cristatus cristatus),
trzepla zielona Ophiogomphus cecilia,
wydra Lutra lutra,
zatoczek łamliwy Anisus vorticulus.

## Siedliska pod ochroną
- wydmy śródlądowe z murawami napiaskowymi (Corynephorus, Agrostis),
- brzegi lub osuszane dna zbiorników wodnych ze zbiorowiskami z Littorelletea, Isoëto Nanojuncetea
- starorzecza i naturalne eutroficzne zbiorniki wodne ze zbiorowiskami z Nympheion, Potamion
- nizinne i podgórskie rzeki ze zbiorowiskami włosieniczników (Ranunculion fluitantis)
- zalewane muliste brzegi rzek z roślinnością Chenopodion rubri p.p. i Bidention p.p.
- suche wrzosowiska (Calluno-Genistion, Pohlio Callunion, Calluno-Arctostaphylion)
- górskie i niżowe murawy bliźniczkowe (Nardion – płaty bogate florystycznie)
- zmiennowilgotne łąki trzęślicowe (Molinion)
- ziołorośla górskie (Adenostylion alliariae) i ziołorośla nadrzeczne (Convolvuletalia sepium)
- niżowe i górskie świeże łąki użytkowane ekstensywnie (Arrhenatherion elatioris)
- torfowiska wysokie z roślinnością torfotwórczą (żywe)
- torfowiska wysokie zdegradowane, lecz zdolne do naturalnej i stymulowanej regeneracji
- torfowiska przejściowe i trzęsawiska (przeważnie z roślinnością z Scheuchzerio-Caricetea)
- grąd środkowoeuropejski i grąd subkontynentalny (Galio-Carpinetum, Tilio-Carpinetum)
- bory i lasy bagienne (Vaccinio uliginosi Betuletum pubescentis, Vaccinio uliginosi Pinetum, Pino
- łęgi wierzbowe, topolowe, olszowe i jesionowe (Salicetum albo-fragilis, Populetum albae,Alnenion glutinoso-incanae) i olsy źródliskowe
- sosnowy bór chrobotkowy (Cladonio-Pinetum i chrobotkowa postać Peucedano-Pinetum